# Adrien Nieuwenhuys

Nieuwenhuys (Mitte) mit belgischen Botschaftern (1938)

Adrien Nieuwenhuys (* 21. November 1877; † nach 1945) war ein belgischer Diplomat.

## Leben
Adrien Nieuwenhuys trat 1902 in den auswärtigen Dienst und wurde in Paris akkreditiert; von 1909 bis 1914 war er Botschaftssekretär erster Klasse in Berlin. Von Ende 1918 bis 1920 war er in Brüssel Chef des Protokolls. 1920 war er in Berlin Geschäftsträger. Ab dem 20. September 1924 war er in Luxemburg Gesandter zweiter Klasse und wurde dort 1930 zum Gesandten erster Klasse befördert. In Luxemburg wurde er mit einem Großkreuz in den Orden der Eichenkrone und in Belgien in den Kronenorden aufgenommen.
Am 11. Januar 1936 wurde er als Gesandter in Wien akkreditiert.
Am 14. September 1939 wurde er als Gesandter bei Pius XII. akkreditiert. Er war Botschafter Belgiens beim Heiligen Stuhl bis 1945.